# در جستجوی زبان نو
در جستجوی زبان نو کتابی از روئین پاکباز است که در سال ۱۳۶۹ منتشر و در مراسم کتاب سال جمهوری اسلامی ایران به‌عنوان کتاب شایسته تقدیر معرفی شد.